# Andrzej Szymczak
Andrzej Szymczak, född 8 september 1948 i Konstantynów Łódzki i Łódź vojvodskap, död 6 september 2016 i Konstantynów Łódzki, var en polsk handbollsmålvakt.
1972,  var Szymczak  med i  polska laget som slutade på tionde plats i  den olympiska handbollsturneringen. Han spelade tre  matcher som målvakt. Fyra år senare i OS 1976 i Montréal vann han bronsmedaljen med Polen. Han spelade fyra matcher inklusive bronsmatchen som målvakt. 1982 var han med i VM och tog brons med polska landslaget. Åren 1967-1984 spelade han 229 landskamper för Polen.